# Seznam řeckých princezen
Toto je seznam řeckých princezen od nástupu Jiřího I. na trůn Řeckého království v roce 1863. Jednotlivci držící titul princezny jsou obvykle oslovovány jako „Její královská Výsost“ (JkV), s výjimkou případu dvou dcer prince Michaela, kterým toto oslovení nepřísluší a nosí pouze titul řecké princezny.

## Seznam řeckých princezen od roku 1863
| Řecká a dánská princezna rodem                     |
| Řecká princezna rodem (není také dánská princezna) |

| Jméno                | Narození | Úmrtí | Královská linie                                                    | Poznámky |
| -------------------- | -------- | ----- | ------------------------------------------------------------------ | --- |
| Princezna Alexandra  | 1870     | 1891  | 1. dcera krále Jiřího I.                                           | Dne 17. června 1889 se provdala za velkovévodu Pavla Alexandroviče Ruského. |
| Princezna Maria      | 1876     | 1940  | 2. dcera krále Jiřího I.                                           | Dne 30. dubna 1900 se poprvé provdala za velkovévodu Georgije Michajloviče Ruského, v roce 1919 ovdověla. Dne 16. prosince 1922 se podruhé podruhé provdala za Perikla Ióannida.                              |
| Princezna Ólga       | 1880     | 1880  | 3. dcera krále Jiřího I.                                           | Zemřela v 7 měsících. |
| Princezna Eleni      | 1896     | 1982  | 1. dcera krále Konstantina I.                                      | Dne 10. března 1921 se provdala za Karla, korunního prince rumunského, rozvedla se v roce 1928. |
| Princezna Ólga       | 1903     | 1997  | 1. dcera prince Mikuláše a vnučka krále Jiřího I.                  | Dne 22. října 1923 se provdala za prince Pavla Jugoslávského, v roce 1976 ovdověla. |
| Princezna Eirini     | 1904     | 1974  | 2. dcera krále Konstantina I.                                      | Dne 1. července 1939 se provdala za prince Aimona, vévodu z Aosty, v roce 1948 ovdověla. |
| Princezna Elisavet   | 1904     | 1955  | 2. dcera prince Mikuláše a vnučka krále Jiřího I.                  | Dne 10. ledna 1934 se provdala za Carla Theodora hraběte z Toerring-Jettenbachu. |
| Princezna Margarita  | 1905     | 1981  | 1. dcera prince Ondřeje a vnučka krále Jiřího I.                   | Dne 20. dubna 1931 se provdala za Gottfrieda, knížete z Hohenlohe-Langenburgu, v roce 1960 ovdověla. |
| Princezna Theodóra   | 1906     | 1969  | 2. dcera prince Ondřeje a vnučka krále Jiřího I.                   | Dne 17. srpna 1931 se provdala za Bertholda, markraběte z Bádenu, v roce 1963 ovdověla. |
| Princezna Marina     | 1906     | 1968  | 3. dcera prince Mikuláše a vnučka krále Jiřího I.                  | Dne 29. listopadu 1934 se provdala za prince Jiřího, vévodu z Kentu, v roce 1942 ovdověla. |
| Princezna Evgenia    | 1910     | 1989  | Jediná dcera prince Jiřího a vnučka krále Jiřího I.                | Dne 30. května 1938 se poprvé provdala za prince Dominika Radziwiłła, rozvedla se v roce 1946. Dne 28. listopadu 1949 se provdala podruhé za prince Raimunda, vévodu z Castel Duino, rozvedla se v roce 1965. |
| Princezna Kaikilia   | 1911     | 1937  | 3. dcera prince Ondřeje a vnučka krále Jiřího I.                   | Dne 2. února 1931 se provdala za Jiřího Donatuse, dědičného velkovévodu z Hesenska a Porýní. |
| Princezna Aikaterini | 1913     | 2007  | 3. dcera krále Konstantina I.                                      | Dne 21. dubna 1947 se provdala za Richarda Brandrama, v roce 1994 ovdověla. |
| Princezna Sofia      | 1914     | 2001  | 4. dcera prince Ondřeje a vnučka krále Jiřího I.                   | Dne 15. prosince 1930 se provdala za prince Kryštofa Hesenského, v roce 1943 ovdověla. Dne 23. dubna 1946 se podruhé provdala za prince Jiřího Viléma Hannoverského.                                          |
| Princezna Alexandra  | 1921     | 1993  | Jediná dcera krále Alexandra I.                                    | Dne 20. března 1944 se provdala za Petra II. Jugoslávského, v roce 1970 ovdověla. |
| Princezna Sofia      | 1938     |       | 1. dcera krále Pavla I.                                            | Dne 14. května 1962 se provdala za Juana Carlose I. Španělského. |
| Princezna Eirini     | 1942     |       | 2. dcera krále Pavla I.                                            | Dědičná princezna od 6. března 1964 do 10. července 1965. |
| Princezna Alexandra  | 1968     |       | 1. dcera prince Michaela a pravnučka krále Jiřího I.               | Dne 27. června 1998 se provdala za Nicolase Mirzayantze. |
| Princezna Ólga       | 1971     |       | 2. dcera prince Michaela a pravnučka krále Jiřího I.               | Dne 16. září 2008 se provdala za prince Aimona, 6. vévodu z Aosty. |
| Princezna Alexia     | 1965     |       | 1. dcera krále Konstantina II.                                     | Dědičná princezna od narození do 20. května 1967. Dne 9. července 1999 se provdala za Carlose Moralese Quintanu.                                                                                              |
| Princezna Theodóra   | 1983     |       | 2. dcera krále Konstantina II.                                     | |
| Princezna Olympia    | 1996     |       | Jediná dcera korunního prince Pavla a vnučka krále Konstantina II. | |